# Pantee Rakyat
Pantee Rakyat is een bestuurslaag in het regentschap Aceh Barat Daya van de provincie Atjeh, Indonesië. Pantee Rakyat telt 6.036 inwoners (volkstelling 2010).